# 2938 Hopi
2938 Hopi eller 1980 LB är en asteroid i huvudbältet som upptäcktes den 14 juni 1980 av den amerikanske astronomen Edward L.G. Bowell vid Anderson Mesa Station. Den är uppkallad efter det nordamerikanska indianfolket Hopi.
Asteroiden har en diameter på ungefär 19 kilometer.